# Girikarto (Batanghari)
Girikarto is een bestuurslaag in het regentschap Lampung Timur van de provincie Lampung, Indonesië. Girikarto telt 2755 inwoners (volkstelling 2010).